# Sanche II (roi de Pampelune)
Pour les articles homonymes, voir Sanche II.
Sanche II de Pampelune, dit Abarca (sandale traditionnelle basque), né vers 936, mort en 994.

## Règne
Fils de García II de Navarre et de Endregoto d'Aragon, il règne sur la Navarre de 970 à 994 ; il est également comte d'Aragon de 972 à 994. Durant son règne, il mène avec des succès intermittents des luttes continuelles contre les troupes du Calife Al-Hakam II.

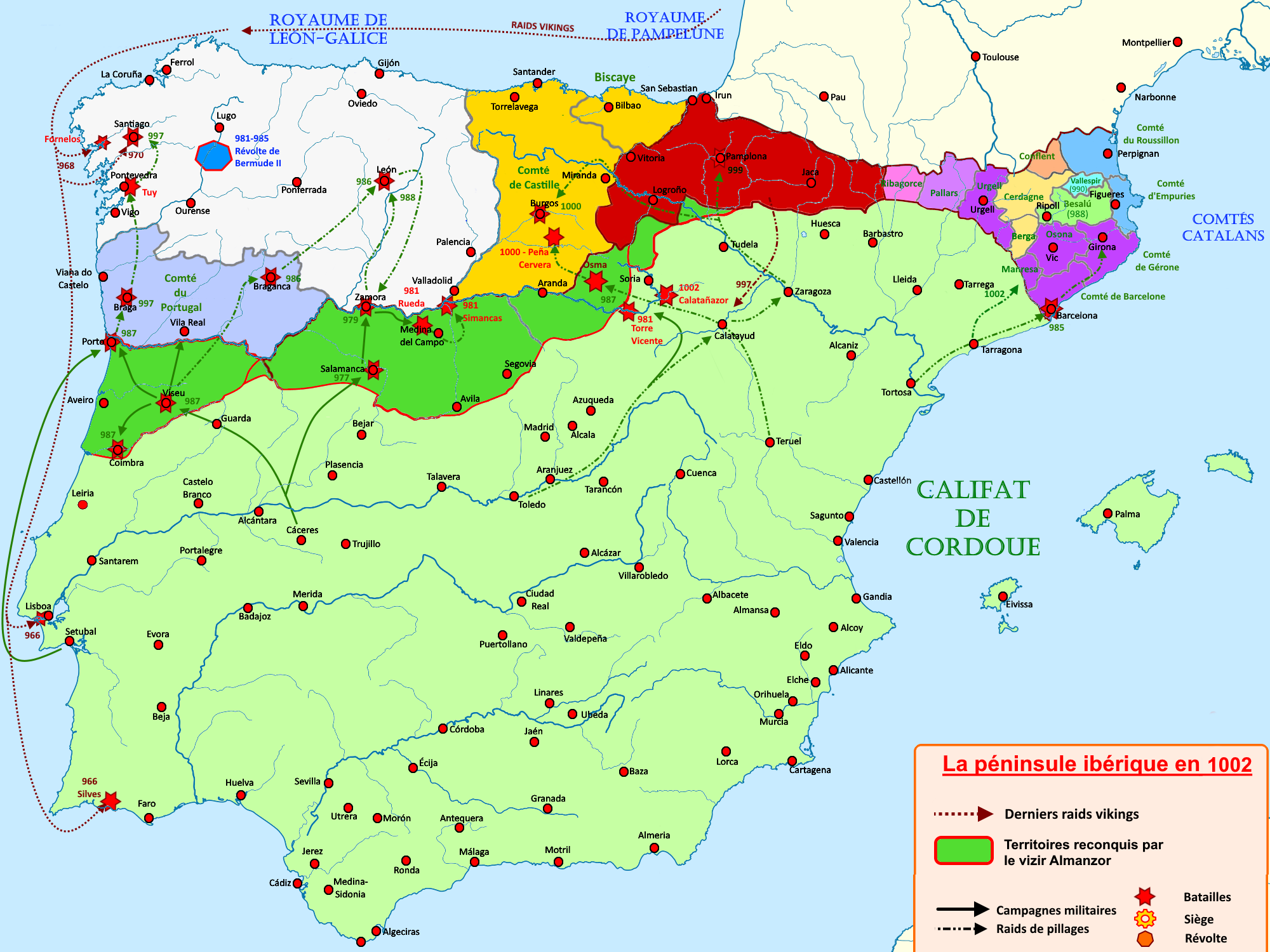
Les conquêtes d'Almanzor de 961 à 1002.

Les campagnes dévastatrices des deux dernières décennies le contraignent — tout comme ses voisins — à payer un tribut à Cordoue et même à donner une de ses filles comme épouse à Almanzor, le fondateur de la dynastie des Amirides. En 992, Sanche II est reçu solennellement à Cordoue afin de négocier la paix.

## Union et postérité
En 962, Sanche II de Navarre épouse Urraca de Castille (†1007). De cette union naissent six enfants :
- Garcia III de Navarre ;
- Ramire de Navarre (†992) ;
- Gonzalve de Navarre (†997) ;
- Fernand ;
- Mayor ;
- Jimena.

D'une maîtresse inconnue, il a également une fille, Abda, qui épouse Al Mansur.